# Stilobezzia speculae
Stilobezzia speculae är en tvåvingeart som beskrevs av John William Scott Macfie 1934. Stilobezzia speculae ingår i släktet Stilobezzia och familjen svidknott. Inga underarter finns listade i Catalogue of Life.